# LaMoure
LaMoure es una ciudad ubicada en el condado de LaMoure en el estado estadounidense de Dakota del Norte. En el censo de 2010 tenía una población de 889 habitantes y una densidad poblacional de 260,63 personas por km².

## Geografía
LaMoure se encuentra ubicada en las coordenadas 46°21′26″N 98°17′46″O / 46.35722, -98.29611. Según la Oficina del Censo de los Estados Unidos, LaMoure tiene una superficie total de 3.41 km², de la cual 3.41 km² corresponden a tierra firme y (0%) 0 km² es agua.

## Demografía
Según el censo de 2010, había 889 personas residiendo en LaMoure. La densidad de población era de 260,63 hab./km². De los 889 habitantes, LaMoure estaba compuesto por el 98.2% blancos, el 0% eran afroamericanos, el 1.24% eran amerindios, el 0% eran asiáticos, el 0% eran isleños del Pacífico, el 0% eran de otras razas y el 0.56% pertenecían a dos o más razas. Del total de la población el 0.45% eran hispanos o latinos de cualquier raza.